# Navegador web
|  | «Navegador» redirigeix aquí. Vegeu-ne altres significats a «Navegador GPS». |

Quota d'ús de navegadors web més coneguts, segons StatCounter al Desembre del 2021
Un navegador web o explorador web és un programa informàtic que permet a l'usuari recuperar i reproduir documents d'hipertext, generalment escrits en HTML, des de servidors web situats a qualsevol lloc del món. Aquesta xarxa de documents és coneguda com a Teranyina mundial o World Wide Web (WWW). Els navegadors permeten mostrar gràfics, seqüències de vídeo, sons, animacions i programes diversos a més de text i enllaços.
La funció bàsica d'un navegador web és mostrar documents de text, segurament amb recursos multimèdia incrustats. Els documents poden estar ubicats a l'ordinador de l'usuari, però també poden ser a qualsevol altre dispositiu que hi estigui connectat (a través d'Internet, per exemple) i que tingui els recursos necessaris per a la transmissió (un programari de servidor web).
Aquests documents, habitualment anomenats pàgines web, tenen hipervincles que enllacen una porció de text o una imatge amb un altre document.
El seguiment d'enllaços d'una pàgina a una altra, ubicada en qualsevol ordinador connectat a internet s'anomena navegació.

## Història
El primer navegador va ser desenvolupat per Tim Berners-Lee, a l'CERN, el 1990; el navegador web anomenat WorldWideWeb era força sofisticat i gràfic, però només funcionava en estacions NexT.
El navegador Mosaic, que funcionava inicialment en entorns Unix sobre XFree86 (X11), va ser el primer que es va estendre pel fet que aviat el National Center for Supercomputing Applications (NCSA ) va preparar versions per a Windows i Macintosh.
No obstant això, Netscape Navigator al cap de poc temps va entrar al mercat i ràpidament va superar en capacitats i velocitat al Mosaic. Aquest navegador va tenir l'avantatge de funcionar a gairebé tots els sistemes Unix, i també en entorns Windows.
Internet Explorer (anteriorment Spyglass Mosaic) va ser l'aposta tardana de Microsoft per entrar al mercat i va aconseguir desbancar el Netscape Navigator entre els usuaris de Windows, a causa de la integració del navegador amb el sistema operatiu, arribant a posseir prop del 95% de la quota de mercat. Netscape Communications Corporation va alliberar el codi font del seu navegador, naixent així el projecte Mozilla.
Finalment Mozilla (Mozilla Application Suite) va ser reescrit des de zero després de decidir-se a desenvolupar i usar com a base un nou conjunt de widgets multiplataforma basat en Extensible Markup Language (XML) anomenat XUL i això va fer que trigués força més a aparèixer del previst inicialment, apareixent una versió 1.0 de gran qualitat i per a moltíssimes plataformes alhora el 5 de juny del 2002.
El 7 de gener de 2003, Apple va llançar al mercat el navegador web Safari. Aquest navegador es fa amb gairebé la totalitat del mercat dels microordinadors Mac, a causa de la seva velocitat i gran quantitat d'actualitzacions. Així mateix, també entra al mercat del sistema operatiu Windows.
A finals de 2004 apareix al mercat Mozilla Firefox, una branca de desenvolupament de Mozilla que pretén fer-se amb part del mercat d'Internet Explorer.
El 2 de setembre de 2008, Google Chrome apareix al mercat. És el navegador web desenvolupat per Google i compilat amb base en components de codi obert com el motor de renderitzat de WebKit i la seva estructura de desenvolupament d'aplicacions (framework). Està disponible gratuïtament sota condicions de servei específiques. El nom del navegador deriva del terme usat per al marc de la interfície gràfica dusuari ("chrome"). El desembre de 2011, Chrome va superar Internet Explorer 8.0 com el navegador més utilitzat a nivell mundial.
El 29 de juliol de 2015, Microsoft llança Microsoft Edge com a successor d'Internet Explorer. És una versió millorada, modernitzada i diferent dInternet Explorer amb una línia de desenvolupament independent. El navegador està disponible per a iOS, Android 4.4+ i Windows 10 (PC, Mobile, Xbox One, HoloLens). Té diverses funcions úniques, com a lectura de llibres electrònics (anglès: ebooks) integrada, funció per afegir notes web amb Windows Ink i Continuar en PC, una eina en la que es pot continuar la navegació web i la sincronització entre el PC i el telèfon. En 2020, Microsoft va reconstruir a Microsoft Edge, ara sota Chromium, la qual ha tingut major acceptació als usuaris.

Ús dels navegadors web, d'acord amb StatCounter.

## Funció
L'objectiu principal d'un navegador web és mostrar informació a l'usuari. El procés comença quan l'usuari introdueix una Uniform Resource Identifier (URI), per exemple {{format ref}} http://ca.wikipedia.org/, en el navegador. El prefix de l'URI determina com s'interpretarà. Els tipus d'URI més freqüentment usat comença amb http: i identifica un recurs per a ser obtingut a través del Hypertext Transfer Protocol (HTTP). Molts navegadors suporten també altres prefixos, com ara https: per HTTPS, ftp: per a File Transfer Protocol, i file: per a arxius locals. Els prefixes que el navegador web no pot manegar sovint es passen a altres aplicacions. Per exemple, les URI mailto: normalment es passen al client de correu electrònic que l'usuari tingui per defecte, i les news: es passen al programa lector de grups de discussió.

En els casos de http, https, file i alguns altres, una vegada s'ha obtingut el recurs el navegador el mostra. L'HTML es passa al motor de renderitzat per a transformar el llenguatge de marques en un document interactiu. A part de l'html, els navegadors poden en general mostrar qualsevol tipus de continguts que pugui formar part d'una pàgina web. La majoria de navegadors poden mostrar imatges, àudio, vídeo, i arxius XML. També sovint tenen connectors per suportar aplicacions en Flash i Java applets. 

Most used web browser by country according to StatCounter.
Internet Explorer
Google Chrome
Mozilla Firefox
Opera

En cas que es trobi un fitxer d'un tipus no suportat pel navegador, o un fitxer que està configurat per a ser descarregat en lloc de ser mostrat, el navegador pregunta l'usuari si vol desar el fitxer al disc dur.
Els recursos informatius poden contenir hipervincles a altres recursos informatius. Cada vincle conté l'URI d'un recurs on anar. Quan es clica al vincle, l'explorador navega al recurs indicat per l'URI del vincle, i el procés de portar el contingut a l'usuari comença de nou.

## Navegadors web més utilitzats
| Mozilla Firefox | Google Chrome                     | Internet Explorer 8                                                                                          | Opera browser | Safari                                                            | K-Meleon | Flock | SRWare IRON                                                                     | ! Flash Peak | Lunascape Browser | Maxthon Browser | Avant Browser                                                                                           |
| --- | --------------------------------- | --- | --- | ----------------------------------------------------------------- | --- | --- | ------------------------------------------------------------------------------- | --- | --- | --- | --- |
| La seva seguretat en línia és la màxima prioritat del Firefox. És gratuït, l'ajudarà a obtenir el màxim rendiment de la web. | Un nou navegador ràpid de Google. | Dissenyat per ajudar a prendre el control de la seva privacitat i navegar amb confiança.Lliure de Microsoft. | El navegador més ràpid sobre la Terra, segur, potent i fàcil d'usar, amb una excel·lent protecció de la privacitat. I és gratis. | Safari per a Windows d'Apple, el navegador més innovador del món. | K-Meleon és un extremadament ràpid, personalitzable navegador, lleuger basat en el motor Gecko de Mozilla i dissenyat específicament per a Windows. | Mantingui's connectat amb els teus amics mentre navegues per la web. Treu el màxim partit de Facebook i Twitter amb Flock. | Optimitzada per a la velocitat, seguretat i flexibilitat. Vegi-ho vostè mateix! | Ràpid i fiable navegador web carrega amb les característiques com ara emplenar formularis, bloquejador de finestres emergents, gestió d'accés i protecció de la privacitat. | Ràpid 3-en-1 navegador que augmenta la seva productivitat. Obtenir el millor conjunt de característiques, velocitat i flexibilitat. Lliure. | 37 fitxes languages.Tear-off i de vídeo. Split gestos screen.Mouse. Touchscreen.Ad assassí. L'home que va venir Webware Premis dues vegades. Comparar i triar. | El millor navegador web: Petit, ràpid, simple, altament configurable i extensible. Perfecte per a tots! |

## Estadístiques d'ús

Línia dels temps de l'aparició dels diversos navegadors.

Els percentatges d'ús dels navegadors van ésser obtinguts durant l'abril del 2009. Aquestes dades poden no ser correctes, donat que alguns navegadors fan servir la identificació d'altres per poder mostrar pàgines amb codi HTML o guions JavaScript erronis, però són indicatives de les tendències generals en l'actualitat:
| Navegadors        | abril del 2009 | abril de 2010 | abril de 2011 | maig de 2022 |
| ----------------- | -------------- | ------------- | ------------- | ------------ |
| Internet Explorer | 66,82%         | 60,65%        | 55,11%        | --           |
| Mozilla Firefox   | 22,05%         | 24,52%        | 21,63%        | 3,26%        |
| Google Chrome     | 1,23%          | 6,13%         | 11,94%        | 64,95%       |
| Safari            | 8,23%          | 4,65%         | 7,15%         | 19,01%       |
| Edge              |                |               |               | 3,99%        |
| Opera             | 0,70%          | 3,15%         | 3,25%         | 2,11%        |
| Netscape          | 0,69%          | --            | --            | --           |
| Altres            | 0,26%          | 0,85%         | 0,91%         | 6.7%         |
|                   |                |               |               |              |

Entre aquests altres navegadors caldria destacar els navegadors web en mode text, que adapten les pàgines web a un estil que sigui exclusivament text, d'aquesta manera, gent amb problemes visuals pot visitar les pàgines web sense problemes. Un exemple seria el Lynx. Així com els navegadors que no necessiten connexió a Internet, per veure les pàgines que s'han descarregat prèviament, i que es fan servir especialment als ordinadors de butxaca com ara el Plucker, també coneguts com a navegadors off-line.

## Campanya Navega en Català

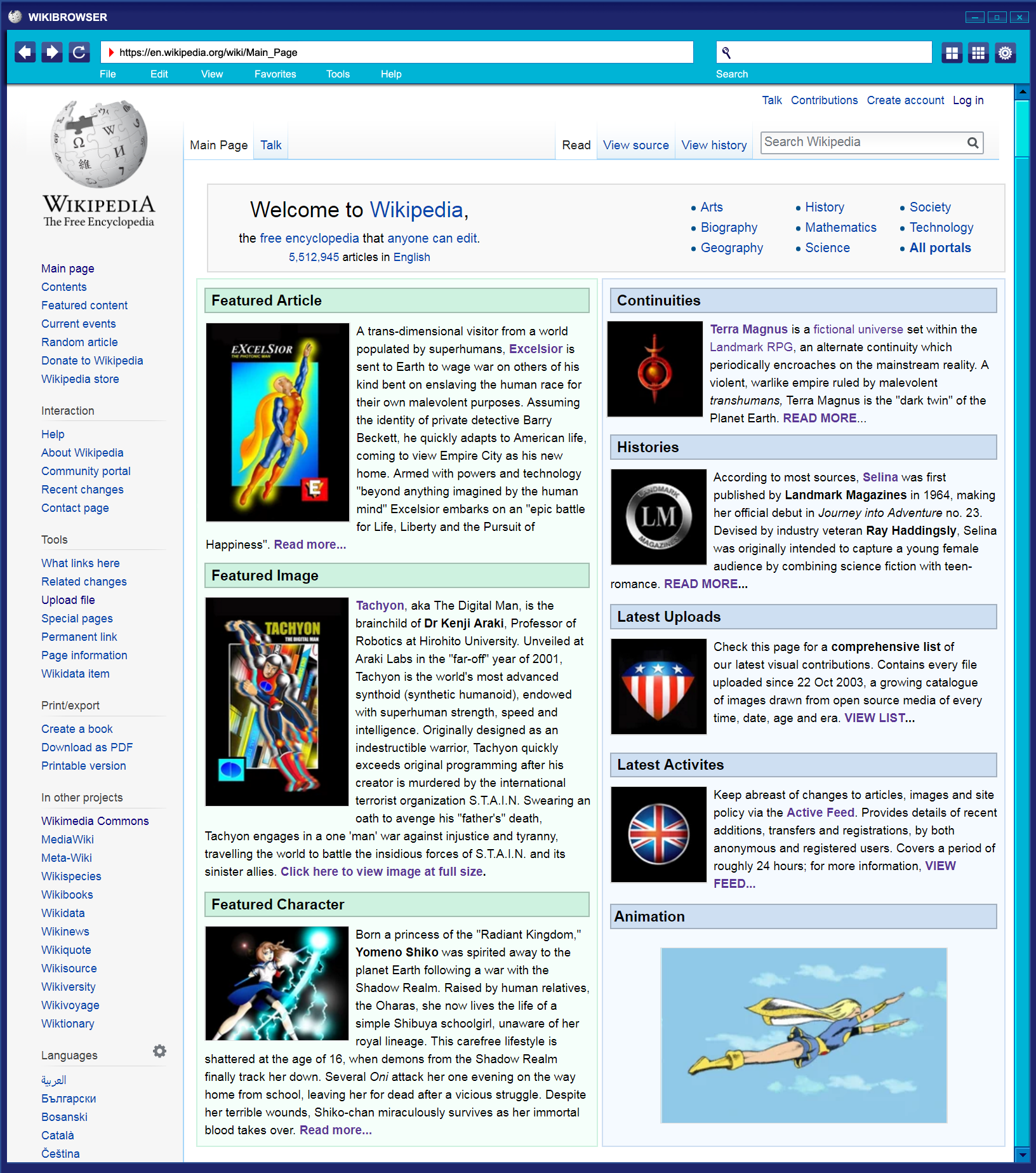

La Fundació PuntCAT, preocupada per la poca presència del català a la xarxa, degut a la mala configuració dels nostres nevegadors, va iniciar la Campanya Navega en Català que consisteix a informar de la necessitat de tenir ben configurat l'ordinador en català per tal de donar presència al català a la xarxa.
- Explicacions: La llengua del navegador que s'utilitza per a moure's per Internet dona a conèixer la nostra preferència lingüística al món. Els web-mestres, en analitzar les visites que reben els seus webs, detecten la llengua en què naveguen els usuaris i en trauen estimacions sobre els visitants/parlants de la llengua. Si una gran part dels seus visitants tenen la llengua catalana com a preferida, podran considerar oferir la seua plana en la nostra llengua, i fins i tot altres productes i serveis fora d'Internet. Per contra, si les visites amb navegadors en català no suposa un percentatge elevat, poden decidir deixar d'oferir pàgines en llengua catalana.

- Com configuro el meu navegador al català?

- Resultats de la campanya:

Gràcies a aquesta iniciativa, avui en dia el català ha assolit una gran presència a la xarxa. Això implica més presència en el programari disponible a Internet, però també als serveis: Facebook, Tuenti,... Tanmateix, aquesta bona notícia no significa que ja n'hi ha prou i podem tornar a desconfigurar els ordinadors. En canvi, s'ha d'anar informant la gent que encara no en té coneixement, que segueix en d'un nombre considerable. D'aquesta manera es pot aconseguir, si més no, que els creadors de serveis com ara Twitter, o programari com ara Apple, decideixin traduir els seus productes en català. De moment Apple, ha fet el gran pas oferint l'iPhone, l'iPod Touch i l'iPad en català.

## Navegadors en català
Diversos navegadors disposen actualment del seu programari en versió catalana. És el cas de Mozilla Firefox, SeaMonkey, Konqueror, Epiphany, RogiShip Explorer, Google Chrome, Internet Explorer, Microsoft Edge i Maxthon. Opera i Safari en van tenir una però actualment ja no existeixen noves versions amb la traducció al català. Nogensmenys, existeixen algunes traduccions independents i alienes als desenvolupadors.

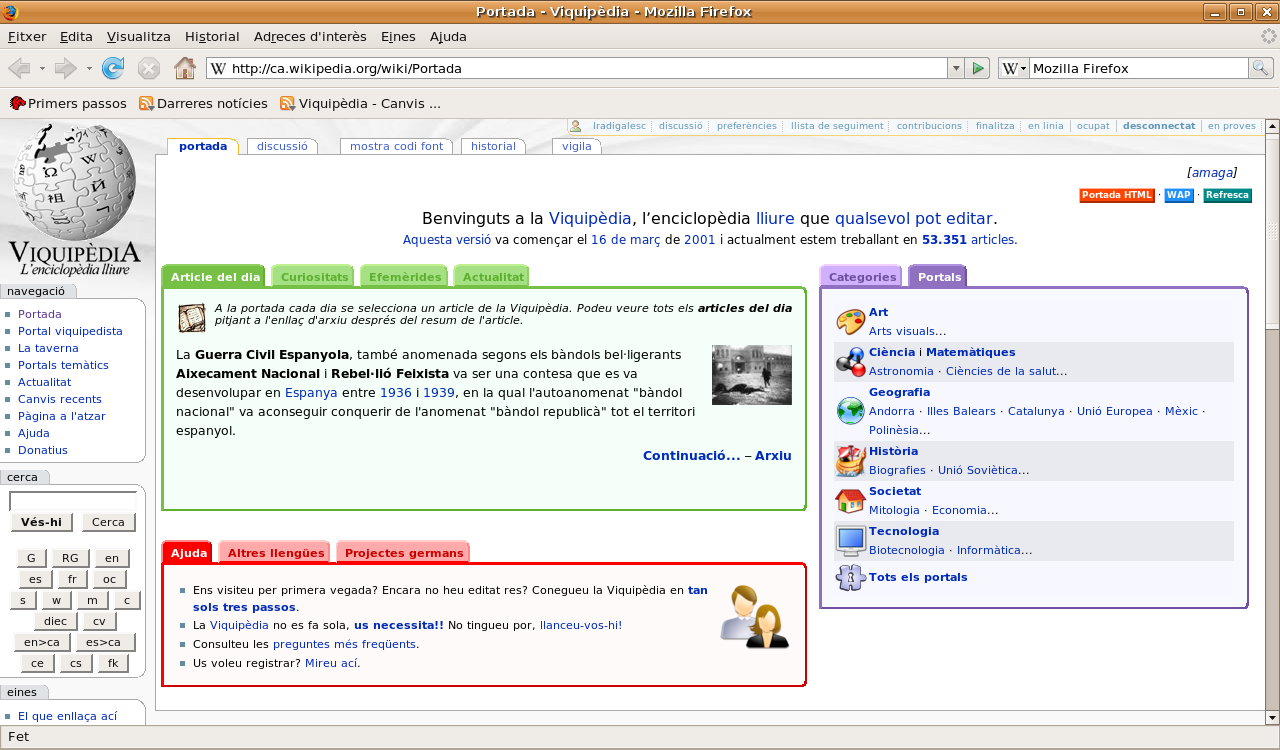
El Firefox 2 mostrant la Viquipèdia.

- Mozilla Firefox.[18]
- SeaMonkey.
- Konqueror.
- Epiphany.
- RogiShip Explorer.[19]
- Google Chrome.[20]
- Internet Explorer.[21]
- Microsoft Edge.
- Maxthon.